# Roger
Roger ist ein Familienname und männlicher Vorname.

## Herkunft und Bedeutung

### Vorname
Roger ist in verschiedenen Sprachen eine Variante des althochdeutschen Namens Hruodger.
Der Name Roger wurde von den Normannen aus Frankreich nach Großbritannien gebracht und ersetzte dort die angelsächsische Variante Hroðgar. Roger war im Mittelalter einer der beliebtesten Jungennamen in Großbritannien. Obwohl seine Popularität nach der Reformation sank, blieb er bis heute geläufig.
In den Vereinigten Staaten gewann der Name Roger seit dem ausgehenden 19. Jahrhundert an Popularität. 1921 trat er in die Hitliste der 100 meistgewählten Jungennamen ein und verließ diese erst wieder im Jahr 1976. Besonders in den 1940er Jahren war der Name beliebt, erreichte jedoch nie die Top-20 der Vornamenscharts. Nachdem der Name die Top-100 verlassen hatte, sank seine Popularität weiter, sodass der Name im Jahr 2022 nur noch auf Rang 749 der Vornamenscharts stand.
Der Name Roger fand sich in Kanada im Jahr 1926 sowie von 1928 bis 1973 in der Top-100 der Vornamenscharts. Ein ähnliches Bild zeigt sich in Neuseeland, wo der Name von 1927 bis 1972 zu dieser Hitliste zählte.
In Frankreich zählte Roger im beginnenden 20. Jahrhundert zu den beliebtesten Jungennamen. Von 1918 bis 1938 fand er sich in der Top-10 der Vornamenscharts. Anschließend sank seine Popularität zunächst langsam, dann immer schneller. Im Jahr 1967 verließ er die Hitliste der 100 beliebtesten Jungennamen, seit 1990 findet er sich nicht mehr unter den 500 meistgewählten Jungennamen Frankreichs.
Roger war in Norwegen vor allem in den 1960er und 1970er Jahren beliebt. Im Jahr 1972 erreichte der Name mit Rang 17 seine bislang höchste Platzierung in den Vornamenscharts. Im Jahr 1986 fand er sich das letzte Mal unter den 100 meistgewählten Jungennamen des Landes.
In Brasilien wurde der Name Roger in den 1960er und 1970er Jahren beliebter. Besonders in den 1980er und 1990er Jahren wurde er gerne vergeben, zählte jedoch nie zu den Topnamen. Zuletzt sank seine Popularität.
In Deutschland wird der Name Roger nur selten vergeben. Zwischen 2010 und 2022 wurde er nur etwa 70 Jungen als erster Vorname gegeben.

### Familienname
Für den Familiennamen Roger kommen verschiedene Herleitungen in Frage. Primär ist der Familienname auf den Vornamen Roger zurückzuführen.
In den Vereinigten Staaten steht Roger auf Rang 8.176 der Hitliste der häufigsten Nachnamen, in Frankreich auf Rang 61.
In Deutschland kommt Roger 139 Mal als Familienname vor, womit er auf Rang 27.188 der häufigsten Familiennamen steht.

### Aussprache
Aufgrund der Nutzung in verschiedenen Sprachen existiert eine Vielzahl an Aussprachemöglichkeiten für den Namen Roger.
- Deutsch: [ˈʁoː.ɡɐ]
- Englisch
  - American English: [ˈɹɑd͡ʒ.əɹ], [ˈɹɑ.d͡ʒɚ]
  - British English: [ˈɹɒd͡ʒ.ə]
- Französisch: [ʁɔ.ʒe]
- Katalanisch: [ru.ˈʒe]
- Portugiesisch
  - Europäisches Portugiesisch: [ˈʁu.ʒeɾ]
  - Brasilianisches Portugiesisch: [ˈho.ʒex]

## Varianten
Im Englischen existiert die alternative Schreibweise Rodger sowie die Kurzform Rodge.
Die niederländische Variante von Roger lautet Rogier.
Für weitere Varianten: siehe Rüdiger#Varianten

## Namenstag
- 4. Januar, nach Roger von Ellant († 1162), Abt in Élan
- 5. Januar, nach Roger von Todi († 1237), Franziskaner und Priester
- 1. März, nach Roger le Fort († 1367), Erzbischof von Bourges

## Namensträger

### Vorname
Einzelname
- Roger (Joinville) († um 1124), Herr von Joinville
- Roger (Maine) († 900), Graf von Maine
- Roger, 3. Earl of Buchan, schottischer Adliger, 3. Earl of Buchan
- Roger de Moulins (lat. Rogerius Molinaeus; † 1187), Großmeister des Johanniterordens
- Roger I. (Carcassonne) († 1012), Graf von Carcassonne
- Roger I. (Foix) († 1067), Graf von Foix
- Roger I. (Sizilien) (1031–1101), Graf von Sizilien
- Roger I. de Montgommery († vor 1048), normannischer Baron
- Roger I. de Tosny († 1040), Adliger des Hauses Tosny
- Roger II. (Foix) († 1124), Graf von Foix
- Roger II. (Sizilien) (1095–1154), Graf, später König von Sizilien
- Roger II. Trencavel († 1194), Vizegraf von Beziers, Carcassonne und Albi
- Roger III. (Apulien) (1118–1149), Herzog von Apulien
- Roger III. (Carcassonne), Graf von Carcassonne
- Roger III. (Foix) († 1147/1148), Graf von Foix
- Roger III. (Sizilien) (1175–1193), Mitkönig von Sizilien
- Roger III. de Tosny († um 1160), normannischer Adliger
- Roger IV. (Foix) († 1265), Graf von Foix
- Roger Bernard I. (Foix) († 1188), Graf von Foix
- Roger Bernard II. (Foix) (um 1195–1241), Graf von Foix
- Roger Bernard III. (Foix) († 1303), Graf von Foix
- Roger von Andria († 1190), sizilianischer Adliger
- Frère Roger (1915–2005), Schweizer Ordenschrist und Ordensgründer

Vorname

#### A
- Roger Tom Abiut (* 1972?), Politiker von Vanuatu, kommissarischer Präsident 2004
- Roger Adams (1889–1971), US-amerikanischer Chemiker
- Roger Adrià (* 1998), spanischer Radrennfahrer
- Roger Aiken (* 1981), irischer Radrennfahrer
- Roger Ailes (1940–2017), US-amerikanischer Fernsehproduzent
- Roger Albin (1920–2001), französischer Violoncellist, Dirigent und Komponist
- Roger Allam (* 1953), britischer Schauspieler
- Roger Allen (Diplomat) (1909–1972), britischer Diplomat
- Roger MacBride Allen (* 1957), US-amerikanischer Science-Fiction-Schriftsteller
- Roger Allers (* 1949), US-amerikanischer Filmregisseur, Drehbuchautor und Animator
- Roger Allin (1848–1936), US-amerikanischer Politiker
- Roger Alperin (1947–2019), US-amerikanischer Mathematiker
- Roger Alton (* 1947), britischer Journalist
- Roger Andermatt (* 1969), Schweizer Serienmörder von pflegebedürftigen Personen
- Roger Angel (* 1941), US-amerikanischer Astronom britischer Herkunft
- Roger Apéry (1916–1994), französischer Mathematiker
- Roger Arnaldez (1911–2006), französischer Islamwissenschaftler
- Roger Ascham († 1568), englischer Pädagoge
- Roger Ashton-Griffiths (* 1957), britisch-kanadischer Schauspieler sowie Filmemacher
- Roger Asmussen (1936–2015), deutscher Politiker (CDU), MdL
- Roger Assalé (* 1993), ivorischer Fußballspieler
- Roger Asselberghs (1925–2013), belgischer Jazzmusiker
- Roger Aubert (1914–2009), belgischer Theologe, Kirchenhistoriker und katholischer Priester
- Roger Auboin († 1974), französischer Ökonom und Bankfachmann
- Roger-Émile Aubry (1923–2010), Schweizer Ordensgeistlicher, Missionar und Titularbischof
- Roger Avary (* 1965), US-amerikanischer Filmregisseur, Drehbuchautor und Filmproduzent
- Roger Averill (1809–1883), US-amerikanischer Politiker
- Roger Awan-Scully, britischer Politologe und Hochschullehrer
- Roger Dee Aycock (1914–2004), amerikanischer Science-Fiction-Autor
- Roger Azar (* 1992), libanesischer Schauspieler

#### B
- Roger Babson (1875–1967), US-amerikanischer Statistiker, Wirtschafts- und Börsenprognostiker und Autor
- Roger Backhouse (1878–1939), britischer Admiral of the Fleet, Erster Seelord
- Roger Bacon, englischer Philosoph
- Roger Bader (* 1964), Schweizer Eishockeytrainer
- Roger Baens (1933–2020), belgischer Radrennfahrer
- Roger S. Bagnall (* 1947), US-amerikanischer Althistoriker und Papyrologe
- Roger Sherman Baldwin (1793–1863), US-amerikanischer Politiker und Jurist
- Roger Bales (* 1948), englischer Snookerspieler
- Roger Balian (* 1933), französischer Physiker
- Roger Ballen (* 1950), US-amerikanischer Fotograf
- Roger Bambuck (* 1945), französischer Leichtathlet
- Roger W. Banks, US-amerikanischer Erfinder und Filmpionier
- Roger Bannister (1929–2018), britischer Leichtathlet und Neurologe
- Roger de Barbarin (1860–1925), französischer Sportschütze
- Roger W. Barbour (1919–1993), US-amerikanischer Wirbeltierzoologe, Herpetologe, Naturforscher und Naturfotograf.
- Roger Barny (1929–2003), französischer Romanist und Literaturwissenschaftler
- Roger Bart (* 1962), US-amerikanischer Schauspieler
- Roger Barthe (1911–1981), französischer Hispanist, Okzitanist, Romanist und Lexikograf
- Roger Barton (Filmeditor) (* 1965), US-amerikanischer Filmeditor
- Roger Basset (1881–1918), französischer Rugbyspieler und Leichtathlet
- Roger Bastide (1898–1974), französischer Soziologe, Anthropologe, Ethnologe
- Roger Battaglia (1873–1950), polnisch-österreichischer Jurist, Ökonom und Abgeordneter
- Roger Bauer (1918–2005), französischer Literaturwissenschaftler
- Roger N. Beachy (* 1944), US-amerikanischer Phytopathologe
- Roger Beaufrand (1908–2007), französischer Radrennfahrer
- Roger Beaujolais (* 1952), britischer Jazzmusiker (Vibraphon, Komposition)
- Roger Beck (* 1983), liechtensteinischer Fußballspieler
- Roger L. Beck (1937–2023), britischer Klassischer Philologe
- Roger Beckamp (* 1975), deutscher Rechtsanwalt und Politiker (AfD), MdB
- Roger Beetham (1937–2009), britischer Diplomat
- Roger N. Begin (* 1952), US-amerikanischer Politiker
- Roger Behrens (* 1967), deutscher Philosoph und Sozialwissenschaftler
- Roger Beler († 1326), englischer Richter und Beamter
- Roger Bellon (* 1953), französischer Komponist und Dirigent
- Roger Bens, französischer Chansonsänger
- Roger Berbig (* 1954), Schweizer Fußballspieler
- Roger Berchtold (* 1989), Schweizer Unihockeyspieler
- Roger de Oliveira Bernardo (* 1985), brasilianischer Fußballspieler
- Roger Bernat (* 1968), spanischer Regisseur und Choreograf
- Roger Bertemes (1927–2006), luxemburgischer Maler
- Roger Bertram (Adliger, 1224), englischer Adliger und Rebell
- Roger Bertram (Adliger, 1187), englischer Adliger, Richter und Rebell
- Roger Bertrand (1905–1983), französischer Schauspieler, Dichter und Verbandsfunktionär für Autorenrechte, siehe Roger Fernay
- Roger Bertrand (Politiker) (* 1947), kanadischer Politiker
- Roger Beuchat (* 1972), Schweizer Radrennfahrer
- Roger Bielle (1928–2014), französischer Ringer
- Roger Birnbaum (* 1950), US-amerikanischer Filmproduzent
- Roger Bisseron (1905–1992), französischer Radrennfahrer
- Roger Bissière (1886–1964), französischer Maler des Tachismus und Glasmaler
- Roger Blachnik (* 1936), deutscher Chemiker
- Roger Blachon (1941–2008), französischer Cartoonist
- Roger Black (* 1966), britischer Leichtathlet und Olympiateilnehmer, sowie Fernsehmoderator und Motivator
- Roger Blaizot (1891–1981), französischer Heeresoffizier
- Roger Blandford (* 1949), britischer Astrophysiker
- Roger Blank (* 1938), US-amerikanischer Jazzmusiker (Schlagzeug, Perkussion)
- Roger Blàvia (1963–2017), spanischer Perkussionist und Schlagzeuger
- Roger Blin (1907–1984), französischer Schauspieler und Regisseur
- Roger Blin-Stoyle (1924–2007), britischer Physiker
- Roger C. Blockley (* 1943), kanadischer Althistoriker britischer Herkunft
- Roger Blum (* 1945), Schweizer Medienwissenschaftler, Journalist und Politiker
- Roger Bobo (1938–2023), US-amerikanischer Jazzmusiker, Musikpädagoge und Autor
- Roger von Boch-Galhau (1873–1917), deutscher Unternehmer, Generaldirektor der Villeroy & Boch Keramische Werke
- Roger Bocquet (1921–1994), Schweizer Fußballspieler
- Roger Boggasch (1965–2015), deutscher Dirigent, Komponist und Arrangeur
- Roger Boisjoly (1938–2012), amerikanischer Ingenieur
- Roger Boli (* 1965), ivorisch-französischer Fußballspieler
- Roger Bolliger (* 1974), Schweizer Paracycler
- Roger Boltshauser (* 1964), Schweizer Architekt
- Roger Bonjour (* 1985), Schweizer Schauspieler
- Roger Bonnard (* 1947), französischer Maler und Grafiker
- Roger Bonvin (1907–1982), Schweizer Politiker (CVP)
- Roger Bootle-Wilbraham, 7. Baron Skelmersdale (1945–2018), britischer Politiker (Conservative Party), Mitglied des House of Lords
- Roger Borniche (1919–2020), französischer Schriftsteller
- Roger-Yves Bost (* 1965), französischer Springreiter
- Roger Boucher (1885–1918), französischer Organist und Komponist
- Roger Bour (1947–2020), französischer Herpetologe
- Roger Bourcier (1898–1959), französischer Autorennfahrer
- Roger Bourdin (Flötist) (1923–1976), französischer Flötist und Musikpädagoge
- Roger Joseph Bourrat (1927–1991), französischer Geistlicher, Bischof von Rodez
- Roger Boutry (1932–2019), französischer Komponist und Hochschullehrer
- Roger Bower (1903–1990), britischer General
- Roger Boyes (* 1952), britischer Journalist
- Roger Brabazon, englischer Richter
- Roger A. Brady (* 1946), US-amerikanischer -General
- Roger D. Branigin (1902–1975), US-amerikanischer Politiker
- Roger Broders (1883–1953), französischer Illustrator
- Roger Brown (Psychologe) (1925–1997), US-amerikanischer Psychologe und Hochschullehrer
- Roger Brown (Basketballspieler, 1942) (1942–1997), US-amerikanischer Basketballspieler
- Roger Aaron Brown (* 1949), US-amerikanischer Schauspieler
- Roger Browne (1930–2024), US-amerikanischer Schauspieler
- Roger Brunet (* 1931), französischer Geograph
- Roger de Bryon-Faes (1914–2001), australischer Politiker und Arzt, Mitglied des Parlaments von New South Wales
- Roger M. Buergel (* 1962), deutscher Ausstellungsmacher, Kritiker und Dozent
- Roger Bureau (1909–1945), belgischer Eishockeyspieler
- Roger de Bussy-Rabutin (1618–1693), französischer General und Schriftsteller
- Roger Butlin (* 1955), britischer Evolutionsbiologe und Genetiker
- Roger Byrne (1929–1958), englischer Fußballspieler

#### C
- Roger Caillois (1913–1978), französischer Schriftsteller und Philosoph
- Roger Callard (* 1950), US-amerikanischer Bodybuilder und Schauspieler
- Roger-Thomas Calmel (1914–1975), französischer Philosoph
- Roger Camuzet (1895–1983), französischer Unternehmer, Politiker und Autorennfahrer
- Roger Cañas (* 1990), kolumbianischer Fußballspieler
- Roger Carcassonne (Politiker) (1903–1992), französischer Politiker
- Roger Carel (1927–2020), französischer Schauspieler und Synchronsprecher
- Roger Carew († 1590), englischer Politiker, Abgeordneter des House of Commons
- Roger C. Carmel (1932–1986), US-amerikanischer Schauspieler und Synchronsprecher
- Roger Carter (Mathematiker) (1934–2022), britischer Mathematiker
- Roger Casement (1864–1916), britischer Diplomat und irischer Nationalheld
- Roger Cayrel (1925–2021), französischer Astronom
- Roger Cericius (* 1970), deutscher Knabensopran, Journalist und Moderator
- Roger B. Chaffee (1935–1967), US-amerikanischer Astronaut
- Roger Chapman (* 1942), britischer Rocksänger
- Roger Chappot (1940–2020), französisch-schweizerischer Eishockeyspieler
- Roger Chaput (1909–1994), französischer Jazzgitarrist und bildender Künstler
- Roger Chartier (* 1945), französischer Historiker
- Roger A. Chevalier (* 1949), US-amerikanischer Astronom
- Roger Chickering (* 1942), US-amerikanischer Historiker
- Roger Christian (Eishockeyspieler) (1935–2011), US-amerikanischer Eishockeyspieler
- Roger Christian (Filmregisseur) (* 1944), britischer Filmregisseur
- Roger Chupin (1921–2002), französischer Radrennfahrer
- Roger Cicero (1970–2016), deutscher Pop- und Jazzmusiker
- Roger Claessen (1941–1982), belgischer Fußballspieler
- Roger Clark (Leichtathlet) (* 1944), britischer Langstreckenläufer
- Roger Clark (Schauspieler) (* 1978), irisch-US-amerikanischer Schauspieler und Synchronsprecher
- Roger Clarke (1940–2014), jamaikanischer Politiker (PNP)
- Roger Clemens (* 1962), US-amerikanischer Baseballspieler
- Roger Clifford (Ritter) (1437–1485), englischer Ritter
- Roger de Clifford (um 1221–1286), englischer Ritter, Rebell und Beamter
- Roger de Clifford (um 1243–1282) († 1282), englischer Adliger und Militär
- Roger de Clifford, 2. Baron de Clifford († 1322), englischer Adliger und Rebell
- Roger Clinton (Schauspieler) (* 1956), US-amerikanischer Filmschauspieler und Musiker
- Roger de Clinton († 1148), Bischof von Coventry
- Roger Closset (1933–2020), französischer Florettfechter
- Roger Cloud (1909–1988), US-amerikanischer Politiker
- Roger Cobernuss, deutscher Musiker und Labelbetreiber
- Roger Cochini (* 1946), französischer Komponist und Musikpädagoge
- Roger Cohen (* 1955), britischer Journalist
- Roger Keith Coleman (1958–1992), US-amerikanischer Mörder
- Roger Collins (* 1949), britischer Mediävist
- Roger Conant (1909–2003), US-amerikanischer Zoologe
- Roger Conant (Stadtgründer) (1592–1679), englischer Kolonist und Stadtgründer
- Roger Conti (1901–1995), französischer Karambolagespieler
- Roger Cook und Roger Greenaway (* 1940), britischer Songschreiber
- Róger Cordero Lara (* 1957), venezolanischer Militär und Abgeordneter
- Roger Corless (1938–2007), britischer Religionswissenschaftler, Hochschullehrer und Autor
- Roger Corman (1926–2024), US-amerikanischer Filmregisseur und -produzent
- Roger Cotes (1682–1716), englischer Mathematiker
- Roger Couard (1912–1999), französischer Fußballspieler
- Roger Courtois (1912–1972), französischer Fußballspieler
- Roger Cousins, britischer Kolonialgouverneur
- Roger Cowley (1939–2015), britischer Physiker
- Roger Craig (Footballspieler) (* 1960), US-amerikanischer American-Football-Spieler
- Roger Creager (* 1971), US-amerikanischer Countrysänger
- Roger Cross (* 1969), jamaikanisch-kanadischer Schauspieler
- Roger K. Crouch (* 1940), US-amerikanischer Astronaut
- Roger Crovetto (1918–1981), französischer Rallye- und Rundstreckenrennfahrer
- Roger Crowley (* 1951), britischer Schriftsteller
- Roger Crozier (1942–1996), kanadischer Eishockeytorwart
- Roger Cukierman (* 1936), französisch-israelischer Jurist, Bankier, Geschäftsmann und Philanthrop
- Roger Cuzol (1916–1962), französischer Hindernisläufer

#### D
- Roger Dafflon (1914–1996), Schweizer Politiker
- Roger Dajoz (1929–2019), französischer Biologe, Ökologe und Entomologe
- Roger Daltrey (* 1944), britischer Musiker
- Roger de Damas (1765–1823), französischer General und Bruder von Joseph Francois Louis Damas
- Roger Nkodo Dang (* 1963), kamerunischer Politiker
- Roger Daniel (Schachspieler) (1915–1999), französischer Schachspieler
- Roger Darrigade (1935–2009), französischer Radrennfahrer
- Roger Dashen (1938–1995), US-amerikanischer theoretischer Physiker
- Roger Davies (Fußballspieler) (* 1950), englischer Fußballspieler
- Roger L. Davies (* 1954), britischer Astronom
- Roger Davies, 3. Baron Darwen (1938–2011), britischer Politiker und Peer
- Roger Davis (Schauspieler, 1939) (* 1939), US-amerikanischer Schauspieler
- Roger Davis (Politiker) (1762–1815), US-amerikanischer Politiker
- Roger De Beukelaer (* 1951), belgischer Radrennfahrer
- Roger de Borchgrave (1871–1946), belgischer Diplomat
- Roger De Breuker (1940–2018), belgischer Radrennfahrer
- Roger de Meuland († 1295), englischer Geistlicher, Bischof von Coventry und Lichfield
- Roger De Neef (1906–2001), belgischer Radsportler
- Roger De Sá (* 1964), südafrikanischer Fußballspieler
- Roger de St John († 1265), englischer Adliger und Rebell
- Roger De Vlaeminck (* 1947), belgischer Radrennfahrer
- Roger De Wulf (1929–2016), belgischer Politiker
- Roger Deakins (* 1949), britischer Kameramann
- Roger Dean (* 1944), britischer Künstler
- Roger T. Dean (* 1948), britischer Biologe und Musiker
- Roger-Paul Dechambre (1935–2016), französischer Tierarzt und Entomologe
- Roger Decock (1927–2020), belgischer Radrennfahrer
- Roger DeCoster (* 1944), belgischer Motocross-Fahrer und fünffacher Weltmeister
- Roger Degueldre (1925–1962), französischer Kommandeur von Terror-Einheiten der Untergrundorganisation OAS
- Roger Delageneste (1929–2017), französischer Autorennfahrer
- Roger Delagnes (1902–1976), französischer Politiker
- Roger Delano (1898–1966), französischer Autorennfahrer
- Roger Delcroix (1928–2010), belgischer Politiker und Gewerkschaftsfunktionär
- Roger Delgado (1918–1973), britischer Schauspieler
- Roger Delizée (1935–1998), belgischer Politiker (PS)
- Roger Descombes (1915–1979), Schweizer bildender Künstler und Dichter
- Roger Désormière (1898–1963), französischer Dirigent
- Roger Desponds (1919–1989), Schweizer Manager
- Roger Devemy (1910–1998), französischer Politiker, Mitglied der Nationalversammlung
- Roger Diederen (* 1965), niederländischer Kunsthistoriker und Kurator
- Roger Diercken (* 1939), belgischer Radrennfahrer
- Roger de Diesbach (1944–2009), Schweizer Journalist
- Roger Dillemans (* 1932), belgischer Rechtswissenschaftler
- Roger Aa Djupvik (* 1981), norwegischer Skilangläufer
- Roger Donaldson (* 1945), neuseeländischer Filmregisseur, Filmproduzent und Drehbuchautor
- Roger Donlon (1934–2024), US-amerikanischer Militär, Colonel der US Army
- Roger Dorchy (1944–2023), französischer Automobilrennfahrer
- Roger Dorsinville (1911–1992), haitianischer Politiker, Diplomat und Schriftsteller französischer Sprache
- Roger Doucet (1919–1981), kanadischer Sänger (Tenor)
- Roger Douglas (* 1937), neuseeländischer Politiker
- Roger Dragonetti, belgischer Romanist und Mediävist, der in der Schweiz als Hochschullehrer wirkte
- Roger-Pol Droit (* 1949), französischer Journalist, Akademiker und Philosoph
- Roger Dubos (1946–1973), französischer Autorennfahrer
- Roger Duchêne (1930–2006), französischer Romanist und Literaturwissenschaftler
- Roger Ducos (1747–1816), französischer Staatsmann
- Roger Ducret (1888–1962), französischer Fechter und dreifacher Olympiasieger
- Roger Duff (1912–1978), neuseeländischer Ethnologe und Museumsdirektor
- Roger Dufraisse (1922–2000), französischer Historiker
- Roger Dumas (Komponist) (1897–1951), französischer Komponist
- Roger Dumas (1932–2016), französischer Schauspieler und Songwriter
- Roger Dusseaulx (1913–1988), französischer Politiker, Mitglied der Nationalversammlung
- Roger Dutilleul (1873–1956), französischer Industrieller und Kunstsammler
- Roger Duvoisin (1900–1980), schweizerisch-amerikanischer Bilderbuchautor
- Roger Dwyre (1913–2005), französischer Filmeditor

#### E
- Roger Eady, 3. Baron Swinfen (1938–2022), britischer Peer und Politiker
- Roger East (1922–1975), australischer Journalist
- Roger L. Easton (1921–2014), US-amerikanischer Erfinder
- Roger Ébacher (* 1936), kanadischer Priester und Erzbischof von Gatineau
- Roger Eberhard (* 1984), Schweizer Fotograf
- Roger Ebert (1942–2013), US-amerikanischer Filmkritiker
- Roger Edens (1905–1970), US-amerikanischer Komponist, Filmkomponist und Filmproduzent
- Roger Ekirch (* 1950), US-amerikanischer Historiker und Schlafforscher
- Roger Elliott (1928–2018), britischer Physiker
- Roger Elwood (1943–2007), US-amerikanischer Science-Fiction-Autor und -Herausgeber
- Roger Engelmann (* 1956), deutscher Historiker
- Roger Eno (* 1959), britischer Musiker und Komponist
- Roger Enrico (1944–2016), US-amerikanischer Manager
- Roger Epple, deutscher Dirigent
- Roger Erb (* 1961), deutscher Physiker und Hochschullehrer
- Róger Espinoza (* 1986), honduranischer Fußballspieler
- Roger Esteller (* 1972), spanischer Basketballspieler
- Roger Etchegaray (1922–2019), französischer Geistlicher, Erzbischof von Marseille und Kurienkardinal der katholischen Kirche
- Roger Excoffon (1910–1983), französischer Grafiker und Schriftgestalter

#### F
- Roger Fanfant (1900–1966), französischer Musiker (Akkordeon, Violine) und Bandleader des Jazz und des Biguine
- Roger Faulques (1924–2011), französischer Offizier und Söldner
- Roger Fauroux (1926–2021), französischer Industriemanager, hoher Verwaltungsbeamter und Politiker
- Roger Fayet (* 1966), Schweizer Kunsthistoriker
- Roger Federer (* 1981), Schweizer Tennisspieler
- Roger Felli (1941–1979), ghanaischer Militär, Politiker und ehemaliger Außenminister Ghanas
- Roger Fellous (1919–2006), französischer Kameramann
- Roger Fenton (1819–1869), britischer Jurist und Fotograf
- Roger Fernandes (* 2005), portugiesisch-guinea-bissauischer Fußballspieler
- Roger Fernay (1905–1983), französischer Schauspieler, Dichter und Verbandsfunktionär für Autorenrechte
- Roger Fessaguet (1931–2014), französisch-US-amerikanischer Koch
- Roger Martin Fiedler (* 1961), deutscher Schriftsteller, Diplom-Physiker
- Roger Field (* 1945), britischer Industriedesigner und Erfinder
- Roger Filiatrault (1905–1973), kanadischer Sänger (Bariton) und Musikpädagoge
- Roger Finjord (* 1972), norwegischer Fußballspieler und -trainer
- Roger Fisbach (1903–1958), französischer Jazzmusiker
- Roger Fisher (1922–2012), US-amerikanischer Rechtswissenschaftler, Hochschullehrer und Experte für Verhandlungstechnik
- Roger Fletcher (Mathematiker), britischer Mathematiker
- Roger Ford, Szenenbildner
- Roger Joseph Foret (1870–1943), deutscher Politiker (Zentrum)
- Roger Foulon (1923–2008), belgischer Schriftsteller
- Roger Fourme (1942–2012), französischer Physiker
- Roger Fournier (1929–2012), kanadischer Schriftsteller und Filmregisseur
- Roger Fouts (* 1943), US-amerikanischer Psychologe, Anthropologe und Verhaltensforscher
- Roger Joseph Foys (* 1945), US-amerikanischer Geistlicher, Bischof von Covington
- Roger François (Gewichtheber) (1900–1949), französischer Gewichtheber
- Roger Frappier (* 1945), kanadischer Filmproduzent und Filmregisseur
- Roger A. Fratter (* 1968), italienischer Videofilmregisseur
- Roger Freeman, Baron Freeman (1942–2025), britischer Politiker, Mitglied des House of Commons und Bankmanager
- Roger M. Freidinger (* 1947), US-amerikanischer Chemiker
- Roger Frey (1913–1997), französischer Politiker (UNR), Mitglied der Nationalversammlung
- Roger Friedlein (* 1967), deutscher Romanist
- Roger Frison-Roche (1906–1999), französischer Schriftsteller, Journalist und Abenteurer
- Roger Fritz (1936–2021), deutscher Schauspieler und Filmemacher
- Roger Froment (1928–2006), französischer Geistlicher, Bischof von Tulle
- Roger Frugardi, lombardischer Wundarzt und Chirurg
- Roger Fry (1866–1934), britischer Maler und Kunstkritiker
- Roger Fugen (1939–2016), französischer Jazzmusiker (Schlagzeug)
- Roger Furrer (Golfspieler) (* 1984), Schweizer Golfer
- Roger Furrer (Radsportler) (* 1971), Schweizer Bahnradsportler
- Roger K. Furse (1903–1972), britischer Kostüm- und Szenenbildner

#### G
- Roger Gabet (1923–2007), französischer Fußballspieler
- Roger Gaignard (1933–2024), französischer Bahnradsportler
- Roger Gale (* 1943), britischer Politiker (Conservative Party), Mitglied des House of Commons
- Roger Galera Flores (* 1978), brasilianischer Fußballspieler
- Roger Gallopin (1909–1986), Schweizer Jurist beim Internationalen Komitee vom Roten Kreuz
- Roger Lawson Gamble (1787–1847), US-amerikanischer Politiker
- Roger Garaudy (1913–2012), französischer Politiker (Kommunistische Partei Frankreichs), Philosoph und Hochschullehrer
- Roger García Junyent (* 1976), spanischer Fußballspieler
- Roger Garrison (* 1944), amerikanischer Wirtschaftswissenschaftler und Hochschullehrer
- Roger Jean Gautheret (1910–1997), französischer Botaniker
- Roger Gauthier (1902–1981), französischer Autorennfahrer
- Roger Gautier (1922–2011), französischer Ruderer
- Roger Gavoury (1911–1961), französischer Polizeichef
- Roger George (1921–1998), schweizerisch-deutscher Tänzer, Choreograf, Ballettmeister und Tanzpädagoge
- Roger Gerhardy (1944–2014), deutscher Ordenspriester, Journalist und Publizist
- Roger Gibbon (* 1944), trinidadischer Radrennfahrer
- Roger Gibbs (1934–2018), britischer Finanzier und Philanthrop
- Roger Gilbert-Lecomte (1907–1943), französischer Dichter
- Roger-Edgar Gillet (1924–2004), französischer Maler, Theaterdekorateur und Architekt
- Roger Gilson (1947–1995), luxemburgischer Radsportler
- Roger Gimbel (1925–2011), US-amerikanischer Fernsehproduzent
- Roger Girod (Musiker) (* 1945), Schweizer Jurist und Musiker
- Roger Gläser (* 1967), deutscher Chemiker und Hochschullehrer
- Roger Glenmore (* 1957), deutscher Komponist und Musikproduzent
- Roger Glover (* 1945), britischer Bassist
- Roger Godberd († um 1276), englischer Bandenführer
- Roger Godeau (1920–2000), französischer Radrennfahrer
- Roger Godement (1921–2016), französischer Mathematiker
- Roger Goepper (1925–2011), deutscher Kunsthistoriker
- Roger Golay (* 1959), Schweizer Politiker (MCG)
- Roger Goodell (* 1959), US-amerikanischer Footballfunktionär
- Roger Goody (* 1944), britischer Biochemiker
- Roger Gordon (* 1949), US-amerikanischer Ökonom und Hochschullehrer
- Roger Görke (* 1957), deutscher Jurist, Richter am Bundesfinanzhof
- Roger Gössner (* 1964), deutscher Ringer
- Roger Gould (* 1962), US-amerikanischer Filmregisseur
- Roger Graf (* 1958), Schweizer Schriftsteller
- H. Roger Grant (1943–2023), US-amerikanischer Historiker und Autor
- Roger Grasset, französischer Jazzmusiker
- Roger Grava (1922–1949), italienisch-französischer Fußballspieler
- Roger Lancelyn Green (1918–1987), britischer Schriftsteller
- Roger Greenaway (* 1938), britischer Songwriter
- Roger Gressl (* 1959), österreichischer Maler
- Roger Grey, 1. Baron Grey of Ruthin († 1353), englischer Adliger und Militär
- Roger Gries (* 1965), deutscher Ringer
- Roger William Gries (* 1937), US-amerikanischer Geistlicher, emeritierter Weihbischof in Cleveland
- Roger Griffin (* 1948), britischer Historiker, Faschismusforscher
- Roger Grimau (* 1978), spanischer Basketballspieler und -trainer
- Roger Griswold (1762–1812), US-amerikanischer Politiker und Jurist
- Roger Grosjean (1920–1975), französischer Archäologe
- Roger Guérillot (1904–1971), französischer Kolonist in Ubangi-Schari
- Roger Guérin (1926–2010), französischer Jazz-Trompeter und Sänger
- Roger Guerreiro (* 1982), polnischer Fußballspieler
- Roger-Claude Guignard (1935–2022), Schweizer Regattasegler
- Roger Guillemin (1924–2024), französisch-amerikanischer Biochemiker
- Roger Gustafsson (* 1952), schwedischer Fußballspieler, -trainer und -funktionär
- Roger Guyett (* 1961), britisch-US-amerikanischer Spezialeffektkünstler
- Roger Gyselinck (1920–2002), belgischer Radrennfahrer

#### H
- Roger Hägglund (1961–1992), schwedischer Eishockeyspieler
- Roger Hagnauer (1901–1986), französischer Lehrer und Pazifist
- Roger Haitengi (* 1983), namibischer Dreispringer
- Roger Hallam (* 1966), britischer Klimaschutzaktivist, Mitbegründer von Extinction Rebellion
- Roger Hammond (* 1974), britischer Radrennfahrer
- Roger Handt (* 1945), deutscher Hörfunkmoderator
- Roger Hanin (1925–2015), französischer Schauspieler und Filmregisseur
- Roger Hannay (1930–2006), US-amerikanischer Komponist und Musikpädagoge
- Roger Hanschel (* 1964), deutscher Saxophonist und Komponist
- Roger Hansson (* 1967), schwedischer Eishockeyspieler, -trainer und -funktionär
- Roger Hargreaves (1935–1988), britischer Kinderbuchautor und -illustrator
- Roger de Harlay (1615–1669), Bischof und Graf von Lodève (1657–1669)
- Roger Hassenforder (1930–2021), französischer Radrennfahrer
- Roger Hawkins (1945–2021), US-amerikanischer Schlagzeuger
- Roger Lee Hayden (* 1983), US-amerikanischer Motorradrennfahrer
- Roger Heath-Brown (* 1952), britischer Mathematiker
- Roger Heinrich, deutscher Schlagzeuger und Musikpädagoge
- Roger Heim (1900–1979), französischer Mykologe
- Roger Hellot (1899–1968), französischer Autorennfahrer
- Roger Helmer (* 1944), britischer Politiker (UKIP), MdEP
- Roger Heman Jr. (1932–1989), US-amerikanischer Tontechniker
- Roger Heman senior (1898–1969), US-amerikanischer Filmtechniker und Spezialeffektkünstler
- Roger Hentges (1917–1994), belgischer Fremdsprachenkorrespondent für Rüstungskomponenten
- Roger Herbst (1945–1980), deutscher Schauspieler
- Roger Herft (* 1947), australischer anglikanischer Bischof
- Roger William Heyns (1918–1995), US-amerikanischer Psychologe und Manager
- Roger Hillman (* 1946), australischer Germanist und Filmwissenschaftler
- Roger Hilton (1911–1975), britischer Maler
- Roger Hiorns (* 1975), britischer Künstler
- Roger O. Hirson (1926–2019), US-amerikanischer Drehbuch- und Theaterautor
- Roger Sherman Hoar (1887–1963), amerikanischer Politiker und Science-Fiction-Autor
- Roger Hodgson (* 1950), britischer Musiker und Songschreiber
- Roger Holéczy (* 1976), ungarischer Eishockeyspieler
- Roger Holeindre (1929–2020), französischer Terrorist und rechtsextremer Politiker
- Roger Hood (1936–2020), britischer Soziologe und Kriminologe
- Roger Horné (1946–2015), deutscher Journalist und Fernsehmoderator
- Roger Houangni (* 1957), beninischer Boxer
- Roger Houngbédji (* 1963), beninischer Geistlicher, Erzbischof von Cotonou
- Roger Howe (* 1945), US-amerikanischer Mathematiker
- Roger Hubert (1903–1964), französischer Kameramann
- Roger Hübner (* 1967), deutscher Designer und Schauspieler
- Roger Hug (1913–1996), französischer Fußballspieler und -trainer
- Roger Huggins (* 1967), britischer Basketballspieler
- Hugues Roger (1293–1363), Kardinal, Camerlengo
- Roger W. Hulburd (1856–1944), US-amerikanischer Jurist und Politiker
- Roger Humbert (* 1929), Schweizer Künstler und Fotograf
- Roger Hume (1940–1996), britischer Schauspieler
- Roger Humphries (* 1944), US-amerikanischer Jazzschlagzeuger
- Roger Hunt (1938–2021), englischer Fußballspieler
- Roger Hynd (1942–2017), schottischer Fußballspieler

#### I
- Roger Ibañez (* 1998), brasilianischer Fußballspieler
- Roger Ikor (1912–1986), französischer Schriftsteller
- Roger Ilegems (* 1962), belgischer Radsportler
- Roger Infalt (* 1957), luxemburgischer Journalist
- Roger Iribarne (* 1996), kubanischer Leichtathlet

#### J
- Roger Jackson (Synchronsprecher) (* 1958), US-amerikanischer Synchronsprecher
- Roger Jackson (* 1942), kanadischer Ruderer und Hochschullehrer
- Roger M. Jacobi (1947–2009), britischer Archäologe
- Roger Jacobs (1923–1997), luxemburgischer Radsportler, nationaler Meister im Radsport
- Roger Janotta (* 1943), amerikanischer Komponist und Jazzmusiker
- Roger Jendly (* 1938), Schweizer Schauspieler
- Roger Jepsen (1928–2020), US-amerikanischer Politiker
- Roger Johansen (* 1972), norwegischer Jazzmusiker (Schlagzeug, Komposition)
- Roger Johansson (* 1967), schwedischer Eishockeyspieler
- Roger Johnson (Leichtathlet) (* 1943), neuseeländischer Hürdenläufer und Wirtschaftswissenschaftler
- Roger Johnson (Fußballspieler) (* 1983), englischer Fußballspieler
- Roger Arthur Johnson (1889–1954), US-amerikanischer Mathematiker
- Roger Jönsson (* 1973), schwedischer Eishockeyspieler und -funktionär

#### K
- Roger L. Kaesler (1937–2007), US-amerikanischer Paläontologe
- Roger Louis Kaffer (1927–2009), US-amerikanischer Geistlicher, Weihbischof von Joliet
- Roger Kahane (1932–2013), französischer Regisseur und Drehbuchautor
- Roger Wolfe Kahn (1907–1962), US-amerikanischer Saxophonist, Bandleader und Komponist
- Roger Kangni (1944–2021), togoischer Leichtathlet
- Roger Karl (1882–1984), französischer Schauspieler und Theaterautor
- Roger Karlsson (* 1945), schwedischer Fußballspieler
- Roger Karoutchi (* 1951), französischer Politiker (RPR, UMP, LR), Mitglied des Senats, MdEP
- Roger Karrer (* 1997), Schweizer Eishockeyspieler
- Roger Kaufmann (* 1981), Schweizer Schauspieler
- Roger Kehle (* 1953), deutscher Kommunalpolitiker, Mitglied der 14. Bundesversammlung
- Roger Keil (* 1957), deutsch-kanadischer Politologe und Stadtforscher
- Roger Kellaway (* 1939), US-amerikanischer Jazz-Pianist, -Komponist und -Produzent
- Roger Keller (* 1977), Schweizer Basketballspieler
- Roger Kempf (1927–2014), Schweizer Romanist und Hochschullehrer
- Roger Kennerson, britischer Eiskunstläufer
- Roger Kenyon (* 1949), englischer Fußballspieler
- Roger Keyes, 1. Baron Keyes (1872–1945), britischer Admiral und Politiker, Mitglied des House of Commons
- Roger Kiem (* 1962), deutscher Rechtswissenschaftler und Hochschullehrer
- Roger Kingdom (* 1962), US-amerikanischer Leichtathlet
- Roger Kintopf (* 1998), deutscher Jazzmusiker (Kontrabass, Komposition)
- Roger Kjendalen (* 1965), norwegischer Handballspieler und Handballtrainer
- Roger Kleivdal (* 1988), norwegischer Snowboarder
- Roger Kluge (* 1986), deutscher Radrennfahrer
- Roger Knapman (* 1944), britischer Politiker (UKIP), Mitglied des House of Commons, MdEP
- Roger Kolo (* 1943), madagassischer Mediziner und Politiker
- Roger Köppel (* 1965), Schweizer Journalist, Publizist, Medienunternehmer und Politiker
- Roger D. Kornberg (* 1947), US-amerikanischer Biochemiker und Nobelpreisträger für Chemie
- Roger Krug Guedes (* 1996), brasilianischer Fußballspieler
- Roger Kumble (* 1966), US-amerikanischer Filmregisseur und Drehbuchautor
- Roger Kusch (* 1954), deutscher Politiker (CDU), ehemaliger Justizsenator von Hamburg

#### L
- Roger Labric (1893–1962), französischer Journalist, Schriftsteller und Rennfahrer
- Roger Lacolle (1898–1973), französischer Radrennfahrer
- Roger Lacroix (1928–2016), französischer Bauingenieur
- Roger de Lacy († 1211), anglonormannischer Adliger
- Roger Lafontant (1931–1991), haitianischer Arzt und Politiker
- Roger Lagadec (* 1946), Schweizer Elektroingenieur und Pionier der Audiotechnik
- Roger Lallemand (1932–2016), belgischer Rechtsanwalt und Senatspräsident
- Roger Lalouette (1904–1980), französischer Diplomat
- Roger Lambrecht (1916–1979), belgischer Radrennfahrer
- Roger Lancien (* 1945), französischer Radrennfahrer
- Roger Lane-Nott (* 1945), britischer Konteradmiral und Wirtschaftsmanager
- Roger Lapébie (1911–1996), französischer Radrennfahrer
- Roger Lapham (1883–1966), US-amerikanischer Schiffseigner, Geschäftsmann und Politiker
- Roger Laurent (1913–1997), belgischer Rennfahrer
- Roger Le Breton (1914–1997), französischer Rechtsmediziner
- Roger Le Nizerhy (1916–1999), französischer Radrennfahrer
- Roger Le Poer, Lordkanzler und Siegelbewahrer von England
- Roger Lebow, US-amerikanischer Cellist und Musikpädagoge
- Roger Leenhardt (1903–1985), französischer Regisseur, Filmproduzent und Drehbuchautor
- Roger of Leicester (Richter), englischer Richter
- Roger Leigh-Wood (1906–1987), britischer Sprinter und Hürdenläufer
- Roger Leiner (1955–2016), luxemburgischer Komikzeichner, Illustrator und Karikaturist
- Roger Leloup (* 1933), belgischer Comiczeichner
- Roger Lemerre (* 1941), französischer Fußballspieler und -trainer
- Roger Lenaers (1925–2021), belgischer Ordensgeistlicher, Jesuit, klassischer Philologe und Autor
- Roger Lenhart (* 1958), deutscher Politiker (CDU), MdL
- Roger Léonard (1898–1987), französischer Jurist, Verwaltungsbeamter, Präfekt und Generalgouverneur
- Roger Lescot (1914–1975), französischer Orientalist
- Roger Lestrange († 1311), englischer Ritter, Militär und Beamter
- Roger Lewentz (* 1963), deutscher Politiker (SPD), MdL
- Roger Lewinter (* 1941), Schweizer Schriftsteller und Übersetzer
- Roger Lewis (Manager) (1912–1987), US-amerikanischer Manager
- Roger Libesch (* 1963), deutscher Maler
- Roger Liddle, Baron Liddle (* 1947), britischer Politiker
- Roger Liebi (* 1958), Schweizer Bibellehrer und -übersetzer
- Roger Liebi (Politiker) (* 1961), Schweizer Politiker (SVP)
- Roger Lille (1956–2014), Schweizer Schriftsteller und Theaterpädagoge
- Roger Linn (* 1955), Musiker und Entwickler
- Roger Liouville (1856–1930), französischer Mathematiker und Ballistik-Ingenieur
- Roger Livesey (1906–1976), britischer Schauspieler
- Roger Ljung (* 1966), schwedischer Fußballspieler
- Roger Lloyd-Pack (1944–2014), britischer Schauspieler
- Roger Loewig (1930–1997), deutscher Zeichner, Maler und Schriftsteller
- Roger Loyer (1907–1988), französischer Autorennfahrer
- Roger Loysch (Radsportler, 1948) (* 1948), belgischer Radrennfahrer
- Roger Loysch (Radsportler, 1951) (* 1951), belgischer Radrennfahrer
- Roger Lüdeke (* 1966), deutscher Anglist
- Roger Ludwig (1933–2009), luxemburgischer Radrennfahrer
- Roger Lutz (* 1964), deutscher Fußballspieler
- Roger Lyndon (1917–1988), US-amerikanischer Mathematiker
- Roger Lysholm (* 1972), norwegischer Poolbillardspieler
- Roger L’Estrange (1616–1704), englischer Politiker, Tory, Royalist und Flugblattschreiber

#### M
- Roger Mabillard (1925–2004), Schweizer Militärperson
- Roger MacDougall (1910–1993), schottischer Drehbuchautor und Dramatiker
- Roger Machado Marques (* 1975), brasilianischer Fußballspieler und -trainer
- Roger Maes (1943–2021), belgischer Volleyballspieler
- Roger Magnusson (* 1945), schwedischer Fußballspieler
- Roger Michael Mahony (* 1936), US-amerikanischer Geistlicher, Erzbischof von Los Angeles und Kardinal
- Roger Mais (1905–1955), jamaikanischer Schriftsteller, Dichter und Journalist
- Roger Manderscheid (1933–2010), luxemburgischer Schriftsteller
- Roger Mandeville (* 1941), US-amerikanischer Automobilrennfahrer
- Roger Manners, 5. Earl of Rutland (1576–1612), englischer Adliger
- Roger Manvell (1909–1987), britischer Filmwissenschaftler und Schriftsteller
- Roger Manwood (1525–1592), englischer Jurist und Lord Chief Baron of the Exchequer
- Roger Marche (1924–1997), französischer Fußballspieler
- Roger Maris (1934–1985), US-amerikanischer Baseballspieler
- Roger Dennis Markwick (* 1949), australischer Historiker
- Roger Marshall (Politiker) (* 1960), US-amerikanischer Politiker (Republikanische Partei) und Mediziner
- Roger Martin du Gard (1881–1958), französischer Schriftsteller
- Roger Martival († 1330), englischer Geistlicher
- Roger Marx (1859–1913), französischer Kunstkritiker
- Roger Mas (* 1975), katalanischer Liedermacher und Sänger
- Roger Mason (* 1980), US-amerikanischer Basketballspieler
- Roger Masson (Rennfahrer) (1923–2014), französischer Autorennfahrer und Landwirt
- Roger Masson (1894–1967), Schweizer Militär, Oberstbrigadier und Nachrichtendienstmitarbeiter
- Roger Mathis (Fussballspieler, 1921) (1921–2015), Schweizer Fußballspieler
- Roger Matthews (Leichtathlet) (* 1942), britischer Langstreckenläufer
- Roger Matthews (Kriminologe), britischer Kriminologe
- Roger Matthews (Archäologe) (* 1954), britischer Vorderasiatischer Archäologe
- Roger Matton (1929–2004), kanadischer Komponist, Musiklehrer und Musikethnologe
- Roger Matura (* 1953), deutscher Multiinstrumentalist, Songwriter, Folk- und Countrymusiker
- Roger Maugras (1881–1963), französischer Diplomat
- Roger Mayer (1926–2015), amerikanischer Filmproduzent
- Roger Mayweather (1961–2020), US-amerikanischer Boxer
- Roger McGough (* 1937), britischer Dichter, Dramatiker, Musiker, Komiker und Performancekünstler
- Roger McGuinn (* 1942), US-amerikanischer Musiker
- Roger McIntyre (* 1962), schottischer Curler
- Roger Mead (1938–2015), britischer Mathematiker
- Roger Melis (1940–2009), deutscher Fotograf
- Roger Menetrey (* 1945), französischer Boxer
- Roger Michell (1956–2021), britischer Regisseur
- Roger Michelot (1912–1993), französischer Boxer
- Roger Milhau (* 1955), französischer Mittelstreckenläufer
- Roger Milla (* 1952), kamerunischer Fußballspieler
- Roger Miller (1936–1992), US-amerikanischer Country-Sänger und Songwriter
- Roger Milliex (1913–2006), französischer Lehrer und Neogräzist
- Roger Milliot (1943–2010), französischer Radrennfahrer
- Roger J. Mills (* 1942), englischer Badmintonspieler
- Roger Q. Mills (1832–1911), US-amerikanischer Politiker
- Roger Miret (* 1964), US-amerikanischer Sänger, Gitarrist und Bassist kubanischer Herkunft
- Roger Mirmont (* 1946), französischer Schauspieler
- Roger Moens (* 1930), belgischer Mittelstreckenläufer und Sprinter
- Roger Monnerat (* 1949), Schweizer Journalist und Schriftsteller
- Roger Moore (1927–2017), britischer Schauspieler
- Roger Moore (Sänger) (* 1981), deutscher Sänger, Entertainer und Moderator
- Roger Paul Morin (1941–2019), US-amerikanischer Geistlicher, Bischof von Biloxi
- Roger Morris (Autor) (* 1960), britischer Schriftsteller
- Roger Morris (Architekt) (1695–1749), englischer Architekt
- Roger Mortimer of Wigmore (1231–1282), englischer Adliger
- Roger Mortimer (Ritter), englischer Ritter
- Roger de Mortimer (Adliger, † 1214), anglonormannischer Adliger
- Roger de Mortimer (Adliger, † nach 1080), normannischer Adliger
- Roger Mortimer, 1. Baron Mortimer of Chirk († 1326), englischer Adliger und Rebell
- Roger Mortimer, 1. Earl of March († 1330), englischer Adliger und Militär, Regent von England
- Roger Mortimer, 2. Earl of March (1328–1360), englischer Magnat
- Roger Mortimer, 4. Earl of March (1374–1398), englischer Adliger
- Roger E. Mosley (1938–2022), US-amerikanischer Schauspieler
- Roger Motz (1904–1964), belgischer Politiker
- Roger Mpungu (1924–2007), burundischer Geistlicher, Bischof von Muyinga
- Roger Mudd (1928–2021), US-amerikanischer Journalist
- Roger Mugny (1921–2008), Schweizer Gewerkschafter und Politiker
- Roger Mullin (* 1948), schottischer Politiker
- Roger Muraro (* 1959), französischer Pianist und Musikpädagoge
- Roger B. Myerson (* 1951), US-amerikanischer Wirtschaftswissenschaftler
- Roger A. B. Mynors (1903–1989), britischer Philologe

#### N
- Roger Nastoll (1944–1990), deutscher Schriftsteller
- Roger Needham (1935–2003), britischer Informatiker
- Roger Negri (* 1954), luxemburgischer Politiker und Sportfunktionär
- Roger Neilson (1934–2003), kanadischer Eishockeytrainer
- Roger Nelson (Politiker) (1759–1815), US-amerikanischer Politiker
- Roger Neumann (1941–2018), US-amerikanischer Jazzmusiker
- Roger G. Newton (1924–2018), US-amerikanischer theoretischer Physiker
- Roger Nicholas (* 1958), US-amerikanischer Eishockeyspieler und -trainer
- Roger L. Nichols (* 1933), US-amerikanischer Historiker und Indianerforscher
- Roger A. Nicoll (* 1941), US-amerikanischer Neurowissenschaftler
- Roger Nilsen (* 1969), norwegischer Fußballspieler
- Roger Nimier (1925–1962), französischer Schriftsteller
- Roger Nitsch (* 1962), deutscher Mediziner und Hirnforscher
- Roger Nixon (1921–2009), US-amerikanischer Komponist und Musikpädagoge
- Roger Nober (* 1964), amerikanischer Manager im Eisenbahnbereich, Chairman des Surface Transportation Boards
- Roger Noiret (1895–1976), französischer Offizier, zuletzt Armeegeneral
- Roger Nordlund (* 1957), finnischer Politiker
- Roger Nordmann (Politiker) (* 1973), Schweizer Politiker (SP)
- Roger Nordmann (Journalist) (1919–1972), Schweizer Journalist
- Roger Nordström (* 1966), schwedischer Eishockeytorwart
- Roger Norman (1928–1995), schwedischer Dreispringer
- Roger von Norman (1908–2000), deutscher Filmeditor und Filmregisseur
- Roger Normand (1912–1983), französischer Mittelstreckenläufer
- Roger Norrington (1934–2025), britischer Dirigent
- Roger North (1653–1734), englischer Rechtsanwalt, Biograf und Musiktheoretiker
- Roger North, 2. Baron North (1530–1600), englischer Politiker
- Roger Northburgh († 1358), englischer Geistlicher und Beamter
- Roger Nott (1908–2000), australischer Politiker
- Roger David Nussbaum (* 1944), US-amerikanischer Mathematiker

#### O
- Roger Odenthal (* 1957), deutscher Experte für Interne Revision und Prüfungsmethodik
- Roger Odin (* 1939), französischer Medienwissenschaftler und Hochschullehrer
- Roger Öhman (* 1967), schwedischer Eishockeyspieler
- Roger Olmos, spanischer Illustrator
- Gustav Roger Opočenský (1881–1949), tschechischer Schriftsteller
- Roger Orlik (* 1974), deutscher Journalist, Schriftsteller und Verleger

#### P
- Roger Palmer, 1. Earl of Castlemaine (1634–1705), englischer Adliger, Politiker und Diplomat
- Roger Palmgren (* 1963), schwedischer Fußballtrainer
- Roger Pandong (* 1983), französischer Fußballspieler kamerunischer Abstammung
- Roger Hector de Pardaillan, französischer Adliger und Militär
- Roger Parsons (1926–2017), britischer Chemiker
- Roger du Pasquier (1917–1999), Schweizer Journalist, Autor und Übersetzer
- Roger Paul (* 1965), deutscher Mediziner und Facharzt für Urologie
- Roger Payne (1935–2023), US-amerikanischer Zoologe, Bioakustiker, Walforscher und Aktivist
- Roger C. Peace (1899–1968), US-amerikanischer Politiker
- Roger-Patrice Pelat (1918–1989), französischer Unternehmer
- Roger Pemberton (1930–2021), US-amerikanischer Jazzmusiker (Baritonsaxophon)
- Roger Penrose (* 1931), britischer Mathematiker und theoretischer Physiker
- Roger Penske (* 1937), US-amerikanischer Geschäftsmann
- Roger Perrinjaquet († 2000), Schweizer Erfinder
- Roger Pertwee (* 1942), Pharmakologe und Hochschullehrer
- Roger Peterson (1937–1959), US-amerikanischer Pilot
- Roger Tory Peterson (1908–1996), US-amerikanischer Ornithologe, Naturforscher und Illustrator
- Roger Peyrefitte (1907–2000), französischer Schriftsteller und Diplomat
- Roger Pfund (1943–2024), Schweizer Grafiker und Grafikdesigner
- Roger Piantoni (1931–2018), französischer Fußballspieler
- Roger Piel (1921–2002), französischer Radrennfahrer
- Roger A. Pielke junior (* 1968), US-amerikanischer Umweltwissenschaftler und Hochschullehrer
- Roger A. Pielke senior (* 1946), US-amerikanischer Klimatologe
- Roger Pierrot (1920–2015), französischer Bibliothekar, Romanist und Literaturwissenschaftler
- Roger Pigaut (1919–1989), französischer Schauspieler und Filmregisseur
- Roger de Piles (1635–1709), französischer Maler, Graveur, Kunstkritiker und Diplomat
- Roger Pingeon (1940–2017), französischer Radrennfahrer
- Roger Pinoteau (1910–1986), französischer Politiker, Mitglied der Nationalversammlung
- Roger Pipoz (1905–1956), Schweizer Radrennfahrer
- Roger Pirenne (1934–2023), belgischer Ordensgeistlicher, Erzbischof von Bertoua
- Roger Pla (1912–1982), argentinischer Schriftsteller
- Roger Planchon (1931–2009), französischer Regisseur, Schauspieler und Bühnenautor
- Roger Plaxton (1904–1963), kanadischer Eishockeyspieler
- Roger Pontare (* 1951), schwedischer Sänger
- Roger Portal (1906–1994), französischer Historiker
- Roger Poulain (* 1953), deutscher Radrennfahrer und nationaler Meister im Radsport
- Roger Powell (Basketballspieler) (* 1983), US-amerikanischer Basketballspieler
- Roger A. Powell, englischer Badmintonspieler
- Roger Pratt (1947–2024), britischer Kameramann
- Roger Pratt (Architekt) (1620–1684), englischer Architekt
- Roger J. Price (1934–2011), US-amerikanischer Generalmajor
- Roger Prinzen (* 1969), deutscher Fußballspieler
- Roger Protz (* 1939), britischer Journalist und Autor
- Roger Atkinson Pryor (1828–1919), US-amerikanischer Politiker
- Roger Pyttel (* 1957), deutscher Schwimmer

#### Q
- Roger Queugnet (1923–2020), französischer Radrennfahrer
- Roger Quilliot (1925–1998), französischer Politiker und Literaturwissenschaftler, Mitglied der Nationalversammlung und Senator
- Roger Quilter (1877–1953), britischer Komponist
- Roger Quinche (1922–1982), Schweizer Fußballspieler
- Roger de Quincy, 2. Earl of Winchester († 1264), englischer Magnat, Constable of Scotland

#### R
- Roger Victor Rakotondrajao (1960–2018), madagassischer Geistlicher, Bischof von Mahajanga
- Roger Rankel (* 1971), deutscher Unternehmer und Sachbuchautor
- Roger Ranoux (1921–2015), französischer Politiker
- Roger Rasmussen (Poolbillardspieler) (* 1983), norwegischer Poolbillardspieler
- Roger Raveel (1921–2013), belgischer Maler
- Roger Rees (1944–2015), britisch-US-amerikanischer Schauspieler
- Roger Reijners (* 1964), niederländischer Fußballtrainer
- Roger Reinert (* 1970), US-amerikanischer Politiker
- Roger Rekless (* 1981), deutscher Musiker, Produzent und Schauspieler
- Roger Revelle (1909–1991), US-amerikanischer Ozeanograph und Klimatologe
- Roger Reynolds (* 1934), US-amerikanischer Komponist
- Roger Edward Reynolds (1936–2014), US-amerikanischer Mediävist
- Roger Richebé (1897–1989), französischer Filmproduzent, -regisseur, -verleiher und Drehbuchautor
- Roger Rigollet (1909–1981), französischer Astronom
- Roger Rigorth (* 1965), deutsch-schweizerischer Bildhauer
- Roger Rinderknecht (* 1981), Schweizer BMX- und Mountainbikefahrer
- Roger Rio (1913–1999), französischer Fußballspieler
- Roger Rioland (1924–2018), französischer Radrennfahrer
- Roger Rivière (1936–1976), französischer Radrennfahrer
- Roger Roberts, Baron Roberts of Llandudno (* 1935), walisischer liberaldemokratischer Politiker
- Roger Robinson (Comiczeichner) (* 1971), US-amerikanischer Comiczeichner
- Roger Roca (* 1978), spanischer Langstreckenläufer und Duathlet
- Roger Rocha, US-amerikanischer Musiker
- Roger Rochard (1913–1993), französischer Langstreckenläufer
- Roger Rodríguez (* 1982), kubanischer Radrennfahrer
- Roger Rolhion (1909–1977), französischer Fußballspieler und -trainer
- Roger Rondeaux (1920–1999), französischer Radsportler
- Roger Rose (* 1958), US-amerikanischer Schauspieler und Synchronsprecher
- Roger Rosiers (* 1946), belgischer Radrennfahrer
- Roger Rossat-Mignod (* 1946), französischer Skirennläufer
- Roger Rossinelli (1927–2005), schweizerisch-französischer Radrennfahrer
- Roger Rössing (1929–2006), deutscher Fotograf
- Roger Rossmeisl (1927–1979), deutscher Gitarrenbauer
- Roger Rueff, US-amerikanischer Schriftsteller, Autor zahlreicher Theaterstücke und Drehbücher
- Roger von Ruttershausen (1727–1782), österreichischer Landrat, Bücherzensor und Mineraliensammler
- Roger Ruud (* 1958), norwegischer Skispringer
- Roger Rychen (* 1991), Schweizer Schwinger

#### S
- Roger Sablonier (1941–2010), Schweizer Historiker
- Roger Safford (* 1967), britischer Ornithologe und Naturschützer
- Roger I. de Saint-Lary († 1579), französischer Adliger, Marschall von Frankreich
- Roger II. de Saint-Lary (1562–1646), französischer Adliger, Großstallmeister von Frankreich
- Roger Saint-Vil (1949–2020), haitianischer Fußballspieler
- Roger Salengro (1890–1936), französischer Politiker, Mitglied der Nationalversammlung, Minister
- Roger Säljö (* 1948), schwedischer Psychologe
- Roger Sanchez (* 1967), US-amerikanischer House-DJ und Musikproduzent
- Roger Saubot (1931–1999), französischer Architekt
- Roger Savage, Tontechniker und Tonmeister
- Roger Schädler (* 1976), liechtensteinischer Politiker (VU)
- Roger Schaffter (1917–1998), Schweizer Politiker (FDP)
- Roger Schäli (* 1978), Schweizer Bergsteiger
- Roger Schallreuter (1937–2013), deutscher Geologe
- Roger Schank (1946–2023), US-amerikanischer Kognitionswissenschaftler und Informatiker
- Roger Schawinski (* 1945), Schweizer Journalist und Unternehmer
- Roger Schilling (1961–2023), deutscher Jurist, Richter am Bundesgerichtshof
- Roger Schmidt (Karikaturist) (* 1959), deutscher Karikaturist
- Roger Schmidt (* 1967), deutscher Fußballtrainer
- Roger Schneider (Eisschnellläufer) (1983–2020), Schweizer Speedskater
- Roger Schneider (Schriftsteller) (1910–2005), Schweizer Schriftsteller
- Roger P. Schroeder (* 1951), US-amerikanischer Geistlicher, Steyler Missionar und Missionswissenschaftler
- Roger S.H. Schulman, US-amerikanischer Filmproduzent und Drehbuchautor
- Roger-Gérard Schwartzenberg (* 1943), französischer Politiker (PRG)
- Roger Schwarz (* 1961), deutscher Basketballschiedsrichter
- Roger Lawrence Schwietz (* 1940), US-amerikanischer Ordensgeistlicher, Alterzbischof von Anchorage
- Roger Scotti (1925–2001), französischer Fußballspieler
- Roger Scruton (1944–2020), britischer Schriftsteller und Philosoph
- Roger Selden (* 1945), US-amerikanischer bildender Künstler
- Roger Sellers (1939–2018), australischer Jazz-Schlagzeuger
- Roger Serrano (* 1991), spanischer Triathlet
- Roger David Servais (* 1942), belgischer Maler, Zeichner, Bildhauer und Designer
- Roger Sessions (1896–1985), US-amerikanischer Komponist
- Roger Shah (* 1972), deutscher Trance-DJ und -Produzent
- Roger Shattuck (1923–2005), US-amerikanischer Literaturwissenschaftler
- Roger Hale Sheaffe (1763–1851), britischer General
- Roger N. Shepard (1929–2022), US-amerikanischer Kognitionswissenschaftler
- Roger Sherman (1721–1793), US-amerikanischer Anwalt und Politiker sowie Mitverfasser der Unabhängigkeitserklärung der Vereinigten Staaten
- Roger Siffer (* 1948), elsässisch-französischer Kabarettist, Liedermacher und Bühnenleiter
- Roger L. Simon (* 1943), US-amerikanischer Schriftsteller
- Roger C. Slaughter (1905–1974), US-amerikanischer Politiker
- Roger Slifer (1954–2015), US-amerikanischer Comicautor
- Roger Smeets (* 1960), niederländischer Bariton
- Roger Smith (Schauspieler) (1932–2017), US-amerikanischer Schauspieler, Filmproduzent und Drehbuchautor
- Roger Smith (Manager) (1925–2007), US-amerikanischer CEO von General Motors
- Roger Smith (Tennisspieler) (* 1964), bahamaischer Tennisspieler
- Roger Smith (Autor) (* 1960), südafrikanischer Schriftsteller
- Roger Smith (Musiker) (* 1959), britischer Gitarrist
- Roger Guenveur Smith (* 1955), US-amerikanischer Schauspieler und Autor
- Roger P. Smith (1932–2018), US-amerikanischer Pharmakologe und Toxikologe
- Roger Soler (* 1960), peruanischer Langstreckenläufer
- Roger Sperry (1913–1994), US-amerikanischer Neurobiologe
- Roger Spottiswoode (* 1945), britisch-kanadischer Filmregisseur
- Roger Spriet (* 1942), belgischer Radrennfahrer
- Roger Spry (* 1950), englischer Fußballtrainer
- Roger Stanier (1916–1982), kanadischer Mikrobiologe
- Roger Stanislaus (* 1968), englischer Fußballspieler
- Roger Staub (1936–1974), Schweizer Skirennläufer
- Roger Staubach (* 1942), US-amerikanischer American-Football-Spieler
- Roger Steen (* 1992), US-amerikanischer Kugelstoßer
- Roger Stein (* 1975), Schweizer Autor und Musiker
- Roger Jacob Steiner (1924–2012), US-amerikanischer Romanist, Französist, Hispanist und Lexikograf
- Roger Steinmann (* 1961), Schweizer Filmregisseur
- Roger Stern (* 1950), US-amerikanischer Romancier und Comicautor
- Roger Bentham Stevens (1906–1980), britischer Diplomat
- Roger L. Stevens (1910–1998), US-amerikanischer Theaterproduzent
- Roger Stilz (* 1977), schweizerisch-deutscher Fußballspieler und -trainer
- Roger Stone (* 1952), US-amerikanischer Politikberater und -stratege (Spin-Doctor)
- Roger H. Stuewer (1934–2022), US-amerikanischer Wissenschaftshistoriker
- Roger Sumich (* 1955), neuseeländischer Radrennfahrer
- Roger Swerts (* 1942), belgischer Radrennfahrer

#### T
- Roger Taillibert (1926–2019), französischer Architekt
- Roger Tallon (1929–2011), französischer Industrie- und Produktdesigner
- Roger Tallroth (* 1960), schwedischer Ringer und Trainer
- Roger Tamba M’Pinda (* 1998), französischer Fußballspieler
- Roger B. Taney (1777–1864), US-amerikanischer Politiker und Vorsitzender Richter am Obersten Gerichtshof
- Roger Taylor (Schlagzeuger, 1949) (* 1949), britischer Schlagzeuger von Queen
- Roger Taylor (Schlagzeuger, 1960) (* 1960), britischer Schlagzeuger von Duran Duran
- Roger Taylor (Tennisspieler) (* 1941), britischer Tennisspieler
- Roger Taylor (Autor) (1938–2023), britischer Fantasy-Autor
- Roger Teillet (1912–2002), kanadischer Politiker
- Roger Temam (* 1940), französischer Mathematiker
- Roger Teska (* 1985), US-amerikanischer Pokerspieler
- Roger Tessier (* 1939), französischer Komponist
- Roger Thiriet (* 1949), Schweizer Journalist und Drehbuchautor
- Roger Thull (* 1939), luxemburgischer Radrennfahrer
- Roger Tichborne (1829–1854), britischer Gentleman
- Roger Tocotes († 1492), englischer Ritter
- Roger Toulson, Lord Toulson (1946–2017), britischer Anwalt und Richter am Obersten Gerichtshof des Vereinigten Königreichs
- Roger W. Tracy (1903–1964), US-amerikanischer Politiker
- Roger Trash (1959–2011), deutscher Musiker und Autor
- Roger Tréville (1902–2005), französischer Schauspieler
- Roger Trinquier (1908–1986), französischer Offizier, der in den Kriegen in Indochina und Algerien als Folterer in Theorie und Praxis wirkte
- Roger Troutman (1951–1999), amerikanischer Musiker
- Roger Tsien (1952–2016), US-amerikanischer Zellbiologe und Chemienobelpreisträger
- Roger Turner (Eiskunstläufer) (1901–1993), US-amerikanischer Eiskunstläufer
- Roger Turner (Musiker) (* 1946), britischer Jazzschlagzeuger

#### U
- Roger H. Unger (1924–2020), US-amerikanischer Endokrinologe

#### V
- Roger Vachon (* 1957), französischer Judoka
- Roger Vadim (1928–2000), französischer Filmregisseur
- Roger Vailland (1907–1965), französischer Schriftsteller, Essayist und Journalist
- Roger Van den Bergh, belgischer Rechtswissenschaftler
- Roger Van Gool (* 1950), belgischer Fußballspieler
- Roger Van Hool (1940–2023), belgischer Schauspieler
- Roger Vandooren (1923–1998), französischer Fußballspieler
- Roger Vangheluwe (* 1936), belgischer Theologe und Geistlicher, Bischof von Brügge
- Roger Vanhaverbeke (1930–2011), belgischer Jazzmusiker
- Roger Vanmeerbeek, belgischer Badmintonspieler
- Roger Vaughan (Adliger), walisischer Adliger
- Roger William Bede Vaughan (1834–1883), britischer Ordensgeistlicher, Erzbischof von Sydney
- Roger de Vautort († um 1163), englischer Adliger
- Roger de Vautort († 1206) († 1206), englischer Adliger
- Roger Velasquez (* 1943), französischer Sprinter
- Roger Vercel (1894–1957), französischer Schriftsteller und Literaturwissenschaftler
- Roger Verey (1912–2000), polnischer Ruderer
- Roger Vergé (1930–2015), französischer Koch und Gastronom sowie Kochbuchautor
- Roger Vialleron (1926–2016), französischer Fußballspieler
- Roger Vidosa (* 1984), andorranischer Skirennläufer
- Roger Vigneron (1937–2002), belgischer Rechtswissenschaftler, Rechtshistoriker und Hochschullehrer
- Roger Vignoles (* 1945), britischer Pianist und Liedbegleiter
- Roger Vindevogel (* 1937), belgischer Radrennfahrer
- Roger Vitrac (1899–1952), französischer Dramatiker und Surrealist
- Roger Vivier (1907–1998), französischer Modedesigner für Schuhe
- Roger Vonlanthen (1930–2020), Schweizer Fußballspieler und Fußballtrainer
- Roger Vontobel (* 1977), Schweizer Regisseur
- Roger Vose (1763–1841), US-amerikanischer Politiker

#### W
- Roger Alan Wade, US-amerikanischer Songschreiber und Countrysänger
- Roger Walch (* 1965), Schweizer Filmemacher, Japanologe, Publizist
- Roger G. Walker (* 1939), kanadischer Geologe
- Roger Walkowiak (1927–2017), französischer Radrennfahrer
- Roger Ward (* 1937), australischer Schauspieler
- Roger Waters (* 1943), britischer Musiker; Gründungsmitglied der Gruppe Pink Floyd
- Roger de Weck (* 1953), Schweizer Publizist und Manager
- Roger Wehrli (* 1947), US-amerikanischer Footballspieler
- Roger Wehrli (Fussballspieler) (* 1956), Schweizer Fußballspieler und -trainer
- Roger-Armand Weigert (1907–1986), französischer Kunsthistoriker
- Roger C. Weightman (1787–1876), US-amerikanischer Politiker
- Roger Weisberg, US-amerikanischer Produzent und Regisseur
- Roger Welch (1946–2022), US-amerikanischer Konzept-, Installations- und Objektkünstler
- Roger Wellinger (1919–2014), Schweizer Elektroingenieur, Hochschullehrer und Manager
- Roger Hewes Wells (1894–1994), US-amerikanischer Politikwissenschaftler
- Roger Westling (* 1961), schwedischer Biathlet
- Roger Westman (1939–2020), britischer Architekt und Designer
- Roger Wets (* 1937), belgischer Mathematiker
- Roger Wheeler (* 1941), britischer General
- Roger of Whitchester, englischer Geistlicher und Richter
- Roger Whitfield (* 1943), britischer Radrennfahrer
- Roger Whittaker (1936–2023), britischer Sänger, Liedermacher und Kunstpfeifer
- Roger Wicker (* 1951), US-amerikanischer Politiker
- Roger Willemsen (1955–2016), deutscher Autor, Publizist, Essayist, Fernsehmoderator und Filmproduzent
- Roger Williams (1603–1683), englisch-amerikanischer Baptist und Kolonist
- Roger Williams (Politiker, 1949) (* 1949), US-amerikanischer Politiker
- Roger Williams (Pianist) (1924–2011), US-amerikanischer Unterhaltungsmusiker
- Roger John Williams (1893–1988), US-amerikanischer Biochemiker
- Roger Ross Williams (* 1973), US-amerikanischer Regisseur
- Roger Williamson (1948–1973), britischer Automobilrennfahrer
- Roger Wilmans (1812–1881), deutscher Archivar und Historiker
- Roger B. Wilson (* 1948), US-amerikanischer Politiker
- Roger Wittmann (* 1960), deutscher Unternehmer
- Roger Wolcott (Politiker, 1847) (1847–1900), US-amerikanischer Politiker
- Roger Wolcott (Politiker, 1679) (1679–1767), Weber und Politiker
- Roger Woodward (* 1942), australischer Pianist, Musikpädagoge und Komponist
- Roger Wortmann (* 1968), österreichischer Schriftsteller, Regisseur, Szenograph und OnAirPromotion-Spezialist

#### X
- Roger Xhonneux (* 1954), belgischer Handballschiedsrichter

#### Y
- Roger Yasukawa (* 1977), US-amerikanischer Rennfahrer
- Roger Young (* 1942), US-amerikanischer Filmregisseur
- Roger Young (Radsportler) (* 1953), US-amerikanischer Radsportler
- Roger Arliner Young (1889–1964), US-amerikanische Zoologin und Hochschullehrerin

#### Z
- Roger Zäch (* 1939), Schweizer Rechtswissenschaftler
- Roger Zami (1941–1977), französischer Boxer
- Roger Zatkoff (1931–2021), US-amerikanischer American-Football-Spieler
- Roger Zayas-Bazán, dominikanischer Sänger
- Roger Zech (1967–1991), liechtensteinischer Fußballspieler
- Roger Zelazny (1937–1995), US-amerikanischer Schriftsteller
- Roger H. Zion (1921–2019), US-amerikanischer Politiker
- Roger Zufferey (1936–2010), Schweizer Jazzmusiker (Alt- und Sopransaxophon, Klarinette)
- Roger Züger (* 1976), Schweizer Politiker (FDP)

### Familienname
- Alexis Roger (1814–1846), französischer Komponist
- August Roger (* 1823; † nach 1887), württembergischer Oberamtmann
- Brice Roger (* 1990), französischer Skirennläufer
- Cosme Roger (1615–1710), französischer Feuillant und Bischof
- Édouard Roger-Vasselin (* 1983), französischer Tennisspieler
- Estienne Roger (1665/1666–1722), französisch-niederländischer Drucker und Verleger
- Eugène Roger (Mediziner) († um 1646), französischer Mediziner, Franziskaner und Missionar
- Eugène Roger (Maler) (1807–1840), französischer Maler
- Fabrice Roger-Lacan (* 1966), französischer Drehbuchautor und Dramaturg
- Gérard Roger, französischer Physiker
- Gustave-Hippolyte Roger (1815–1879), französischer Opernsänger (Tenor)
- Henri Roger (* 1951), französischer Musiker
- Jacques Roger (1920–1990), französischer Wissenschaftshistoriker
- Jean Roger (Politiker, 1831) (1831–1907), französischer Politiker
- Jean Roger (Paläontologe) (1909–1996), französischer Paläontologe
- Jean Roger (Politiker, 1923) (1923–2011), französischer Politiker
- Jean Roger de Beaufort († 1391), französischer Geistlicher, Erzbischof von Narbonne
- Jean Roger-Ducasse (1873–1954), französischer Komponist
- Jean-François Roger (1776–1842), französischer Politiker und Schriftsteller
- Julius Roger (1819–1865), deutscher Arzt, Naturforscher und Volkskundler
- Kurt Roger (1895–1966), österreichischer Komponist und Musikwissenschaftler
- Léon Roger-Milès (1859–1928), französischer Rechtsanwalt, Historiker, Dichter, Journalist, Kunstkritiker, Autor und Kunstsammler
- Marie-Sabine Roger (* 1957), französische Schriftstellerin
- Michel Roger (* 1949), französischer Politiker
- Mike Roger (1930–1984), deutscher Sänger
- Noëlle Roger (1874–1953), Schweizer Schriftstellerin
- Otto Roger (1841–1915), deutscher Arzt, Paläontologe und Archäologe
- Pierre Roger, bürgerlicher Name von Clemens VI. (um 1290–1352), französischer Papst
- Pierre Roger (Schwimmer) (* 1983), französischer Schwimmer
- Raimund Roger († 1223), Graf von Foix
- Waldemar Roger (auch Waldemar Ronger; 1875–1958), deutscher Filmproduzent

## Weiteres
Roger wird im Funkverkehr als Bestätigung für den Empfang einer Nachricht genutzt. Dabei steht Roger nach der im Zweiten Weltkrieg genutzten Buchstabiertafel der US-amerikanischen und britischen Soldaten für den Buchstaben R, der in diesem Kontext wiederum als Kurzform für received (deutsch: empfangen, erhalten) steht. Aus dieser Nutzung wurde Roger in die Umgangssprache übernommen, normalerweise als Synonym für „in Ordnung“, „einverstanden“.